# Margit Auer
Margit Auer, född 23 februari 1967 i Mühldorf am Inn, är en tysk journalist och barnboksförfattare.
Auer utbildades efter skolan till journalist och hon fick anställning vid olika tidningar. Efter födelsen av hennes tre söner började hon hitta på berättelser. Året 2010 publicerade hon boken Verschwörung am Limes och sedan ytterligare två böcker i samma serie om karaktärerna Magnus och Finn. Hennes största framgång är bokserien Die Schule der magischen Tiere (De magiska djurens skola) som började 2013 och som har fram till 2024 trettioett band. Den såldes i över 9 miljoner exemplar och den översattes fram till 2024 i 26 olika språk. Berättelsen filmatiserades två gånger och den tredje filmen är under arbete. De inspelas på slottet i Wernigerode. Serien Verflixt verhext som utkom mellan 2014 och 2015 har tre böcker.